# اوتسول
اوتسول (انگلیسی: Utsul) نام یک گروه قومی است که در جزیره جزیره هاینان در جنوب کشور چین ساکن هستند. اوتسول‌ها در جنوب غربی این جزیره و در ناحیه شهر سانیا زندگی می‌کنند و جزو گروه‌هایی هستند که از دیدگاه حکومت چین اقلیت غیررسمی محسوب می‌شوند.
اوتسول‌ها گروهی از پناهندگان از چامی هستند که در سده‌های گذشته از حکومت چامپا در ویتنام و کامبوج کنونی به این جزیره گریختند.